# Tournefortia ternifolia
Tournefortia ternifolia är en strävbladig växtart som beskrevs av Carl Sigismund Kunth. Tournefortia ternifolia ingår i släktet Tournefortia och familjen strävbladiga växter. Inga underarter finns listade i Catalogue of Life.